# Bacteriochlorofyl
Bacteriochlorofyl is een chlorofyl in bepaalde fotosynthetiserende bacteriën, waarmee energie in de vorm van licht opgevangen wordt, maar waarbij geen zuurstof vrij komt. Het opgevangen licht heeft een andere golflengte dan die bij planten en cyanobacteriën.

## Chemische structuur bij anoxygenefototrofebacteriën
In de tabel hieronder is bacteriochlorofyl afgekort als bchl.
| Naam    | Structuur | R1-Rest | R2-Rest            | R3-Rest    | R4-Rest   | R5-Rest         | R6-Rest | R7-Rest |
| ------- | --------- | ------- | ------------------ | ---------- | --------- | --------------- | ------- | ------- |
| Bchl a  |           | –CO–CH3 | –CH3a              | –CH2CH3    | –CH3      | –CO–O–CH3       | –Phytyl | –H      |
| Bchl b  | –CO–CH3   | –CH3a   | =CH–CH3            | –CH3       | –CO–O–CH3 | –Phytyl         | –H      |         |
| Bchl c  | –CHOH–CH3 | –CH3    | –C2H5b –C3H7 –C4H9 | –CH3 –C2H5 | –H        | –Farnesyl       | –CH3    |         |
| Bchl cs | –CHOH–CH3 | –CH3    | –C2H5              | –CH3       | –H        | –Stearylalkohol | –CH3    |         |
| Bchl d  | –CHOH–CH3 | –CH3    | –C2H5b –C3H7 –C4H9 | –CH3 –C2H5 | –H        | –Farnesyl       | –H      |         |
| Bchl e  | –CHOH–CH3 | –CHO    | –C2H5b –C3H7 –C4H9 | –C2H5      | –H        | –Farnesyl       | –CH3    |         |
| Bchl g  | –CH=CH2   | –CH3a   | –C2H5              | –CH3       | –CO–O–CH3 | –Farnesyl       | –H      |         |

a: Geen dubbele binding tussen C7 en C8 (rood gekleurd)

b: Bchl c, d en e bestaan uit een mengsel van isomeren, waarbij de rest R3 of R4 verschillend gesubstitueerd is.
Bacteriochlorophyllen a, b en g zijn bacteriochlorinen. Ze hebben een bacteriochlorine macrocyclische ring met twee gereduceerde pyrroolringen (B en D). Bacteriochlorophyllen c, d, e en f zijn chlorinen. Ze hebben een chlorine macrocyclische ring met een gereduceerde pyrroolring (D).

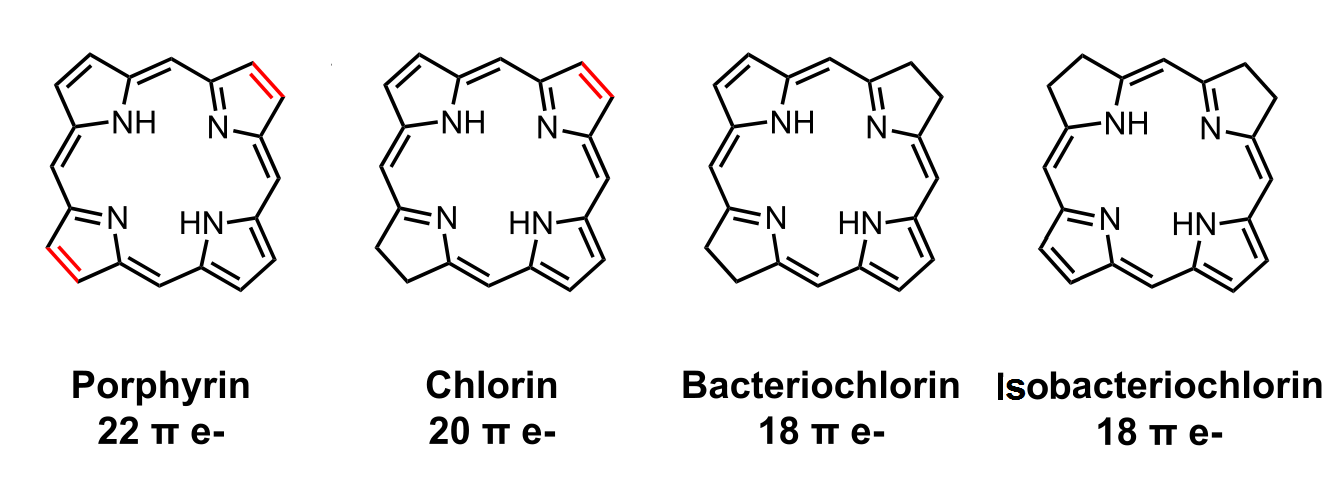
Porfyrine, chlorin en bacteriochlorine